# Rittman
Rittman és una població dels Estats Units a l'estat d'Ohio. Segons el cens del 2000 tenia 6.314 habitants.

## Demografia
Segons el cens del 2000, Rittman tenia 6.314 habitants, 2.424 habitatges, i 1.711 famílies. La densitat de població era de 404,3 habitants per km².
Dels 2.424 habitatges en un 34,6% hi vivien nens de menys de 18 anys, en un 55,8% hi vivien parelles casades, en un 10,8% dones solteres, i en un 29,4% no eren unitats familiars. En el 25,5% dels habitatges hi vivien persones soles el 10,8% de les quals corresponia a persones de 65 anys o més que vivien soles. El nombre mitjà de persones vivint en cada habitatge era de 2,57 i el nombre mitjà de persones que vivien en cada família era de 3,1.
Per edats la població es repartia de la següent manera: un 26,5% tenia menys de 18 anys, un 8,2% entre 18 i 24, un 31,7% entre 25 i 44, un 20,3% de 45 a 60 i un 13,3% 65 anys o més.
L'edat mediana era de 36 anys. Per cada 100 dones de 18 o més anys hi havia 92,1 homes.
La renda mediana per habitatge era de 35.020 $ i la renda mediana per família de 41.643 $. Els homes tenien una renda mediana de 30.885 $ mentre que les dones 23.708 $. La renda per capita de la població era de 16.049 $. Aproximadament el 6,4% de les famílies i el 8,3% de la població estaven per davall del llindar de pobresa.

## Poblacions més properes
El següent diagrama mostra les poblacions més properes.